# Le Nombril du monde (théâtre)
Pour les articles homonymes, voir Le Nombril du monde et Nombril du monde.
Le Nombril du Monde est un café-théâtre situé sur les pentes de La Croix-Rousse dans le 1er arrondissement de Lyon en France.

## Présentation
Il est ouvert le 31 décembre 1990 par Thierry Buenafuente, auteur, comédien et metteur en scène. 
Le théâtre est composé de trois espaces, avec une jauge de 100 personnes dans la plus grande des salles. Le Nombril du Monde a accueilli Charlotte de Turckheim, Catherine Hosmalin, Cécile Rebboah, Sellig.